# Vasca

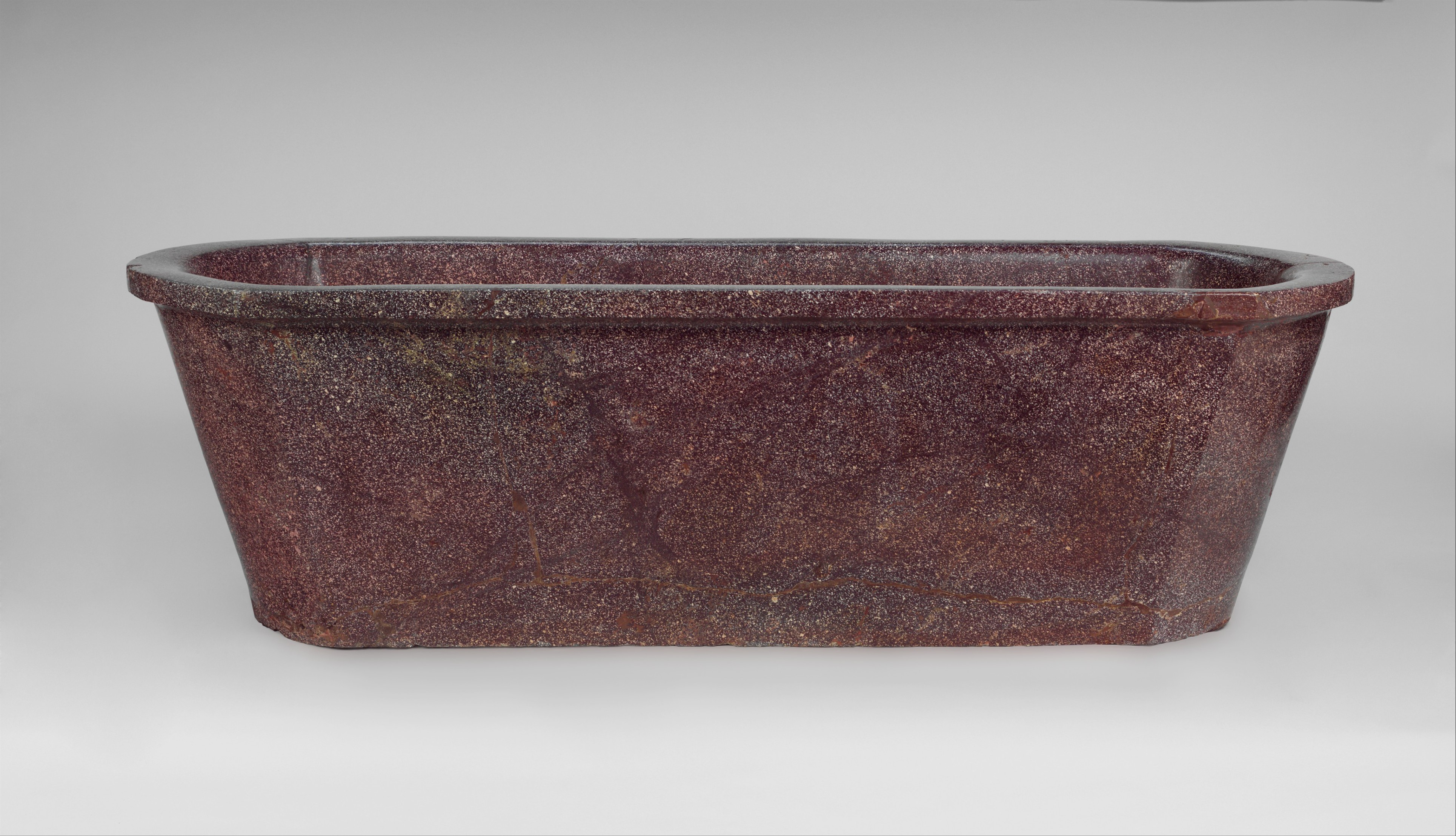
Vasca in porfido di epoca romana, II-III secolo d.C.

Una vasca è un recipiente di grosse dimensioni solitamente impiegato per la raccolta dell'acqua. Il nome vasca ha un'etimologia incerta: dovrebbe derivare dal latino vàscula, diminutivo di vàs (vaso), ma c'è chi ritiene che derivi dal basco vàsca (recipiente) o dall'antico tedesco waschan/waschen (lavare).
Spesso con questo termine si indicano anche dei bacini artificiali presenti nei parchi e nei giardini pubblici. Le vasche, soprattutto in passato, venivano impiegate nelle comunità rurali per la raccolta dell'acqua piovana. Può essere costruita in argilla, marmo o metallo.